# Courthiézy
Courthiézy és un municipi francès, situat al departament del Marne i a la regió del Gran Est. L'any 2007 tenia 341 habitants.

## Demografia

### Població
El 2007 la població de fet de Courthiézy era de 341 persones. Hi havia 145 famílies, de les quals 33 eren unipersonals (8 homes vivint sols i 25 dones vivint soles), 58 parelles sense fills, 50 parelles amb fills i 4 famílies monoparentals amb fills.
La població ha evolucionat segons el següent gràfic:
Habitants censats

### Habitatges
El 2007 hi havia 186 habitatges, 148 eren l'habitatge principal de la família, 11 eren segones residències i 27 estaven desocupats. 181 eren cases i 5 eren apartaments. Dels 148 habitatges principals, 123 estaven ocupats pels seus propietaris, 20 estaven llogats i ocupats pels llogaters i 5 estaven cedits a títol gratuït; 1 tenia una cambra, 6 en tenien dues, 20 en tenien tres, 42 en tenien quatre i 79 en tenien cinc o més. 115 habitatges disposaven pel capbaix d'una plaça de pàrquing. A 52 habitatges hi havia un automòbil i a 77 n'hi havia dos o més.

### Piràmide de població
La piràmide de població per edats i sexe el 2009 era:
| Homes | Edats   | Dones |
| ----- | ------- | ----- |
| 0     | 95 o +  | 0     |
| 0     | 90 a 94 | 0     |
| 4     | 85 a 89 | 8     |
| 8     | 80 a 84 | 4     |
| 4     | 75 a 79 | 20    |
| 0     | 70 a 74 | 4     |
| 8     | 65 a 69 | 4     |
| 8     | 60 a 64 | 0     |
| 0     | 55 a 59 | 8     |
| 12    | 50 a 54 | 12    |
| 20    | 45 a 49 | 12    |
| 8     | 40 a 44 | 8     |
| 20    | 35 a 39 | 24    |
| 8     | 30 a 34 | 0     |
| 16    | 25 a 29 | 12    |
| 8     | 20 a 24 | 8     |
| 8     | 15 a 19 | 12    |
| 20    | 10 a 14 | 4     |
| 16    | 5 a 9   | 8     |
| 4     | 0 a 4   | 0     |

## Economia
El 2007 la població en edat de treballar era de 234 persones, 178 eren actives i 56 eren inactives. De les 178 persones actives 164 estaven ocupades (88 homes i 76 dones) i 13 estaven aturades (4 homes i 9 dones). De les 56 persones inactives 33 estaven jubilades, 10 estaven estudiant i 13 estaven classificades com a «altres inactius».

### Ingressos
El 2009 a Courthiézy hi havia 142 unitats fiscals que integraven 340 persones, la mediana anual d'ingressos fiscals per persona era de 20.370 €.

### Activitats econòmiques
Dels 9 establiments que hi havia el 2007, 1 era d'una empresa de construcció, 3 d'empreses de comerç i reparació d'automòbils, 1 d'una empresa d'hostatgeria i restauració, 3 d'empreses de serveis i 1 d'una empresa classificada com a «altres activitats de serveis».
L'únic servei als particulars que hi havia el 2009 era una lampisteria.
L'any 2000 a Courthiézy hi havia 18 explotacions agrícoles que ocupaven un total de 261 hectàrees.

## Poblacions més properes
El següent diagrama mostra les poblacions més properes.